# Odra 1103
EKD Odra 1103 – tranzystorowy, specjalizowany komputer drugiej generacji skonstruowany i produkowany w Zakładach Elektronicznych Elwro od 1967 roku, oparty na pakietach i technologii Odry 1013.
Komputer był rozbudowanym  kalkulatorem dziesiętnym przeznaczonym do przetwarzania danych w ścisłej współpracy z maszynami analitycznymi.

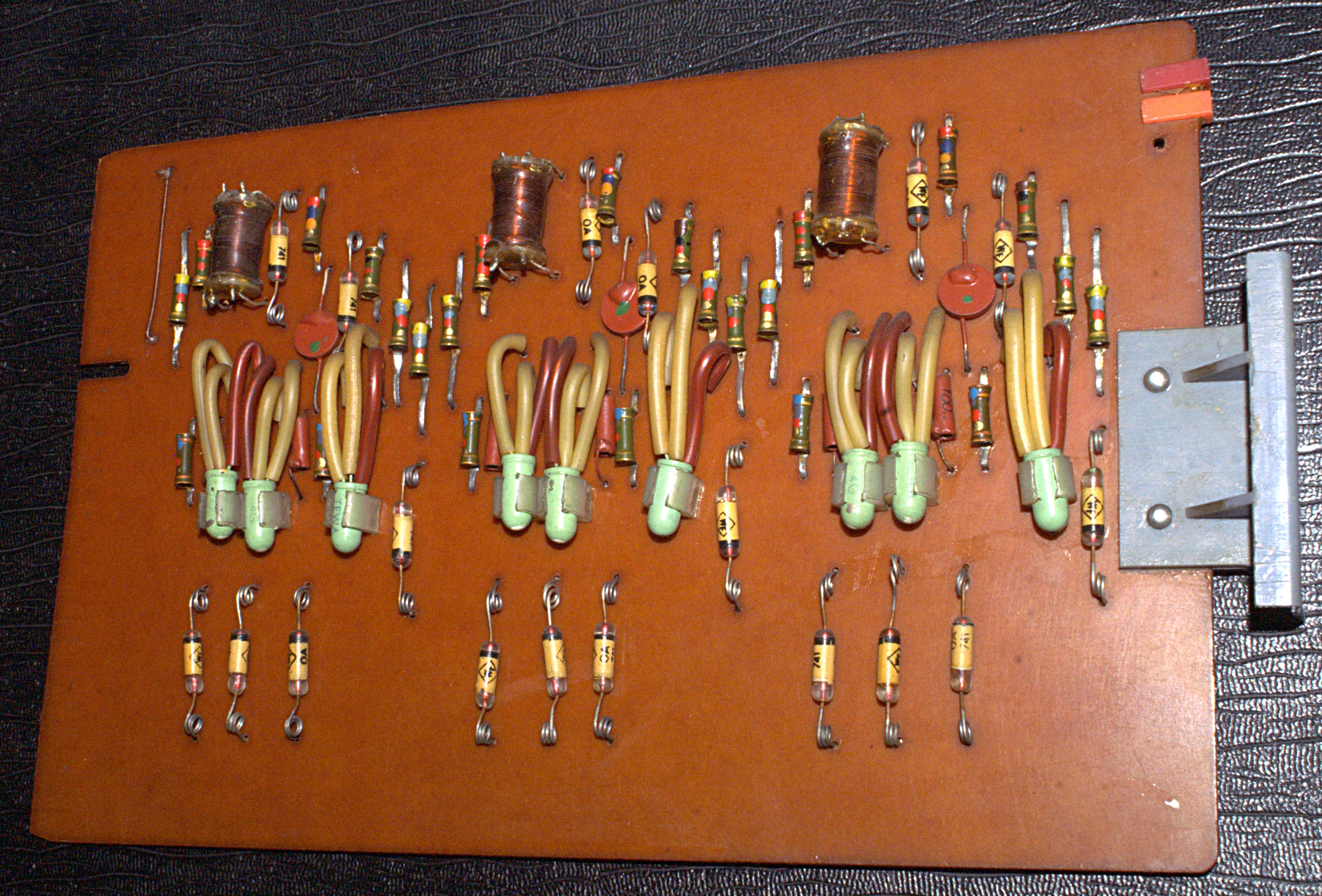
Pakiet komputera Odra 1003, rodziny używanej także w komputerach Odra 1013 i Odra 1103

## Dane techniczne
- długość słowa maszynowego: 16 bitów
- pamięć operacyjna: ferrytowa o pojemności: 1024 słów maszynowych
- pamięć masowa: bębnowa o pojemności: 32768 słów maszynowych

- urządzenia we-wy:
  - reproducer np. PR-80-2
  - tabulator kart np. T-5M
  - dalekopis o szybkości 10 znaków na sekundę
  - czytnik pięciokanałowej taśmy o szybkości 300 znaków na sekundę
  - perforator pięciokanałowej taśmy o szybkości 150 znaków na sekundę
- szybkość liczenia: 5000 dodawań na sekundę
- oprogramowanie:
  - PJN (podstawowy język numeryczny programowania) – język programowania
  - PAS (podstawowy alfanumeryczny system programowania)
  - programy:
    - obrotu materiałowego
    - listy płac pracowników fizycznych i umysłowych
    - transportu
    - PERT
- jednostka centralna:
  - wymiary: 640 × 1300 × 1600 mm[3]
- technologia: germanowe tranzystory stopowe (TG2, TG70) i ostrzowe diody germanowe, pakiety na jednostronnej płytce drukowanej o wymiarach 126,4 x 205 mm, ze złączem krawędziowym o 32 stykach
- koszt 1 mln operacji: 6 zł (1976 r.), ok. 3 zł (2017) po inflacji.

## Produkcja
- 1967 r. – 17 szt.
- 1968 r. – 32 szt.
- 1969 r. – 15 szt.

## Literatura
- Bronisław Obirek "Maszyny analityczne organizacja zmechanizowanego obrachunku" Wydawnictwo Naukowo Techniczne, Warszawa 1970 r.